# Betasönderfall

Betasönderfall innebär att den radioaktiva kärnan avger en betapartikel.

Betasönderfall, även β-sönderfall, är inom kärnfysiken ett radioaktivt sönderfall som innebär att en atomkärna sönderfaller genom att avge en betapartikel, det vill säga en elektron eller positron. Som regel hamnar dotterkärnan i ett exciterat tillstånd och avger därför omgående gammastrålning.
Den bakomliggande kraften till betasönderfall är den svaga växelverkan. Vid betasönderfall förblir antalet nukleoner (protoner och neutroner) konstant, medan fördelningen mellan protonerna och neutronerna däremot ändras. Med andra ord är masstalet A konstant medan atomnumret Z ändras. Betasönderfall förekommer i tre olika typer: beta minus-sönderfall (eller β−-sönderfall) som innebär att betapartikeln är en elektron, beta plus-sönderfall (eller β+-sönderfall) som innebär att betapartikeln är en positron, samt elektroninfångning som innebär att en elektron från atomen tillsammans med en proton i atomkärnan bildar en neutron. Vid alla typer av betasönderfall avges en neutrino eller antineutrino.

## Historia
Avgivandet av en elektron från atomkärnan var en av de första upptäckterna av radioaktivt sönderfall. Ernest Rutherford lyckades 1899 kategorisera radioaktivt sönderfall i två olika grupper: alfasönderfall och betasönderfall. Betastrålning kan penetrera betydligt längre in i olika material än alfastrålning. Året därpå upptäckte Paul Ulrich Villard en tredje typ av strålning, nämligen gammastrålning. År 1900 kunde Henri Becquerel påvisa att betapartikeln har samma förhållande mellan Elektrisk laddning och massa som en elektron, och därmed drog han slutsatsen att betapartikeln är en elektron.
Till skillnad från alfasönderfall har utvecklingen av förståelsen kring betasönderfall varit långsam. Under 1920-talet orsakade den kontinuerliga energifördelningen hos betastrålningen förvirring bland vetenskapsmän, som hade förväntat sig en energifördelning som liknade den för alfasönderfall. Wolfgang Pauli föreslog 1931 att betasönderfall inte bara gav upphov till en betapartikel, utan också en annan partikel, nämligen en neutrino. Det var denna okända partikel som förklarade den kontinuerliga energifördelningen. Enrico Fermi kunde 1934 utveckla en omfattande teori kring betasönderfall som baserade sig på Paulis förslag om en neutrino. Teorin baserar sig på svag växelverkan och Fermis gyllene regel.

## Karaktäristiska egenskaper

### Sönderfallsprocessen
Betasönderfall består egentligen av tre olika typer av sönderfall: β−-sönderfall, β+-sönderfall och elektroninfångning. Vid ett betasönderfall bevaras den totala elektriska laddningen, kvarkantalet och leptonantalet, vilket innebär att om en lepton (elektron eller neutrino) bildas måste detta kompenseras med bildandet av en antilepton (positron eller antineutrino). Vid sönderfallet kan dotterkärnan hamna i ett exciterat tillstånd för att sedan sända ut energiöverskottet som gammastrålning. Även de inre elektronskalen kan exciteras vilket ger upphov till karaktäristisk röntgenstrålning vid deexcitationen. Energiöverskottet kan även tas upp av en annan elektron som avges (Augereffekt), som har mycket lägre energier än en betapartikel.

#### β−-sönderfall

Feynmandiagram för β^{−} sönderfall

β− sönderfall innebär att en neutron i atomkärnan sönderfaller i en proton, en elektron och en antineutrino.
{\displaystyle {\mbox{n}}\rightarrow {\mbox{p}}+{\mbox{e}}^{-}+{\bar {\nu }}_{e}.}
Eftersom det bildas en proton i sönderfallet är atomnumret hos dotterkärnan ett högre än atomnumret hos den ursprungliga kärnan. På elementarpartikelnivå är β− sönderfall en omvandling av en nerkvark till en uppkvark genom utsändande av en W−-boson som sönderfaller i en elektron och en antineutrino.

#### β+-sönderfall
β+ sönderfall innebär att en proton i atomkärnan sönderfaller i en neutron, en positron och en neutrino.
{\displaystyle {\mbox{p}}\rightarrow {\mbox{n}}+{\mbox{e}}^{+}+\nu _{e}.}
Eftersom det försvinner en proton i sönderfallet är atomnumret hos dotterkärnan ett lägre än atomnumret hos den ursprungliga kärnan. På elementarpartikelnivå är β+ sönderfall en omvandling av en uppkvark till en nerkvark genom utsändande av en W+-boson som sönderfaller i en positron och en neutrino.

#### Elektroninfångning
Elektroninfångning innebär att en elektron i atomhöljet ”fångas in” av atomkärnan, och omvandlar en proton till en neutron och en neutrino.
{\displaystyle {\mbox{p}}+{\mbox{e}}^{-}\rightarrow {\mbox{n}}+\nu _{e}.}
Liksom vid β+-sönderfall sjunker antalet protoner. Därmed blir atomnumret lägre för dotterkärnan.

### Energifördelning
Till skillnad från alfastrålning, har betastrålning från betasönderfall en kontinuerlig energifördelning. Detta förbryllade vetenskapsmän på 1920-talet, eftersom ett tvåkroppssystem ger upphov till en väldefinierad energi- och rörelsemängdsfördelning när energi och rörelsemängd bevaras. På 1930-talet kunde den kontinuerliga energifördelningen förklaras med att betasönderfall ger upphov till en tredje partikel utöver dotterkärnan och elektronen, nämligen en neutrino eller antineutrino. Till skillnad från ett tvåkroppssystem har ett trekroppssystem inte en väldefinierad energi- och rörelsemängdsfördelning.
I likhet med alfasönderfall, kan ett Q-värde definieras som skillnaden i kärnenergi före och efter sönderfallet. För ett β−-sönderfall av en fri neutron, som sönderfaller till en proton, blir Q-värdet:
{\displaystyle Q=(m_{n}-m_{p}-m_{e}-m_{\bar {\nu }})c^{2}}
Om dotterkärnan dessutom hamnar i ett exciterat tillstånd med energin {\displaystyle E_{\text{exc}}} måste Q-värdet kompenseras för detta enligt följande:
{\displaystyle Q_{\text{exc}}=Q-E_{\text{exc}}}
För att sönderfallet ska vara spontant krävs att kärnenergi frigörs, det vill säga ett positivt Q-värde. På grund av att den totala energin är konstant under sönderfallet, måste en förändring av kärnenergin uppvägas av en förändring av den kinetiska energin. Förutsatt att den sönderfallande atomkärnan är i vila (det vill säga saknar kinetisk energi) blir i så fall Q-värdet även lika med följande samband, där {\displaystyle T_{p}}, {\displaystyle T_{e}} och {\displaystyle T_{\bar {\nu }}} är protonens, elektronens respektive antineutrinons kinetiska energi efter sönderfallet.
{\displaystyle Q=T_{p}+T_{e}+T_{\bar {\nu }}}
På grund av sin stora massa i förhållande till de två andra partiklarna, är protonens kinetiska energi som regel försumbar. Den frigjorda kärnenergin fördelas således i huvudsak mellan elektronen och antineutrinon. Den maximala energin för elektronen svarar mot en minimal energi för antineutrinon, och vice versa.
{\displaystyle Q\simeq (T_{e})_{\text{max}}}
Genom experiment med fria neutroner (som har en halveringstid på runt 10 minuter) har elektronens maximala energi uppmätts till 0,782 ± 0,013 MeV, vilket är samma värde som Q-värdet. Antineutrinon, liksom neutrinon, är således helt eller nära masslös.

### Mekanismen bakom sönderfallet

#### Fermis gyllene regel
Betasönderfall skiljer sig väsentligen från alfasönderfall; betapartiklarna existerar inte före sönderfallsprocessen, de måste behandlas relativistiskt och de har en kontinuerlig energifördelning. Istället för att använda modellen med partikel i låda, som i fallet med alfasönderfall, används Fermiteori för att beskriva betasönderfallet. Enligt Fermis gyllene regel gäller att sönderfallskonstanten {\displaystyle \lambda } kan beräknas enligt följande samband
{\displaystyle \lambda ={\frac {2\pi }{\hbar }}|V_{fi}|^{2}\rho (E_{f})\qquad {\text{Fermis gyllene regel}}}
där {\displaystyle V_{fi}=\int \psi _{f}^{*}V\psi _{i}dv} med {\displaystyle \psi _{f}} och {\displaystyle \psi _{i}} som final respektive initial vågfunktion för systemet, samt {\displaystyle \rho (E_{f})={\frac {dn}{dE_{f}}}} är tillståndstätheten för de finala tillstånden {\displaystyle n}.

#### Bestämning av tillståndstäthetenρ(Ef){\displaystyle \rho (E_{f})}
Antal tillstånd som funktion av rörelsemängd eller energi kan erhållas, om {\displaystyle p} betecknar rörelsemängden för elektronen (eller positronen) och {\displaystyle q} betecknar rörelsemängden för neutrinon (eller antineutrinon). Antalet elektrontillstånd {\displaystyle n_{e}} inom en sfär med radie {\displaystyle p} blir då i enlighet med formeln för volymen för en sfär och med en omskalningsfaktor {\displaystyle h^{3}}:
{\displaystyle n_{e}={\frac {4\pi p^{3}}{3h^{3}}}}
Således blir tillståndstätheten med avseende på rörelsemängden ({\displaystyle V} är en omskalningsfaktor för att normera vågfunktionerna):
{\displaystyle dn_{e}={\frac {4\pi p^{2}dp}{h^{3}}}V}
Helt analogt kan motsvarande samband erhållas för neutrinon. Det totala antalet finala tillstånd som samtidigt har en elektron och en neutrino med givna rörelsemängder blir:
{\displaystyle dn=dn_{e}dn_{\nu }={\frac {(4\pi )^{2}p^{2}q^{2}dpV^{2}dq}{h^{6}}}}
Därmed fås att 
{\displaystyle \rho (E_{f})={\frac {dn}{dE_{f}}}={\frac {(4\pi )^{2}p^{2}q^{2}dpV^{2}}{h^{6}}}{\frac {dq}{dE_{f}}}}
Eftersom 
{\displaystyle E_{f}=E_{e}+E_{\nu }=E_{e}+qc}
blir 
{\displaystyle {\frac {dq}{dE_{f}}}={\frac {1}{c}}}
Därför kan sambandet förenklas till
{\displaystyle \rho (E_{f})={\frac {(4\pi )^{2}p^{2}q^{2}dpV^{2}}{ch^{6}}}}

#### Bestämning av matriselementet|Vfi|2{\displaystyle |V_{fi}|^{2}}
Både elektronen och neutrinon beskrivs med vågfunktionen för en fri partikel, normaliserad för volymen {\displaystyle V}. De exponentiella funktionerna kan approximeras enligt följande:
{\displaystyle \varphi _{e}(\mathbf {r} )={\frac {1}{\sqrt {V}}}e^{i\mathbf {p} \cdot \mathbf {r} {\text{/}}\hbar }={\frac {1}{\sqrt {V}}}\left(1+{\frac {i\mathbf {p} \cdot \mathbf {r} }{\hbar }}+...\right)\cong {\frac {1}{\sqrt {V}}}}
{\displaystyle \varphi _{\nu }(\mathbf {r} )={\frac {1}{\sqrt {V}}}e^{i\mathbf {q} \cdot \mathbf {r} {\text{/}}\hbar }={\frac {1}{\sqrt {V}}}\left(1+{\frac {i\mathbf {q} \cdot \mathbf {r} }{\hbar }}+...\right)\cong {\frac {1}{\sqrt {V}}}}
Den ovanstående approximationen kallas för den tillåtna approximationen, och innebär att matriselementet {\displaystyle V_{fi}} inte beror av {\displaystyle p} eller {\displaystyle q}. Om {\displaystyle \varphi _{n}} betecknar den finala vågfunktionen för atomkärnan kan matriselementet {\displaystyle V_{fi}} uttryckas enligt nedanstående samband.
{\displaystyle V_{fi}=\int \psi _{f}^{*}V\psi _{i}dv=g\int [\varphi _{n}^{*}\varphi _{e}^{*}\varphi _{\nu }^{*}]O_{X}\psi _{i}dv={\frac {g}{V}}\int \varphi _{n}^{*}O_{X}\psi _{i}dv{\overset {\underset {\mathrm {def} }{}}{=}}{\frac {g}{V}}M_{fi}}
Därmed fås att {\displaystyle |V_{fi}|^{2}={\frac {g^{2}}{V^{2}}}|M_{fi}|^{2}}, där {\displaystyle M_{fi}} är kärnmatriselementet.

#### Sambandet mellan sönderfallskonstantenλ{\displaystyle \lambda }och betapartikelns rörelsemängdp{\displaystyle p}
Med hjälp av Fermis gyllene regel och ovanstående samband för {\displaystyle |V_{fi}|^{2}} och {\displaystyle \rho (E_{f})} fås följande samband mellan {\displaystyle \lambda } å ena sidan och {\displaystyle p}, {\displaystyle q} och {\displaystyle E_{f}} å andra sidan.
{\displaystyle d\lambda ={\frac {2\pi }{\hbar }}|V_{fi}|^{2}\rho (E_{f})={\frac {2\pi }{\hbar }}\left({\frac {g^{2}|M_{fi}|^{2}}{V^{2}}}\right)\left({\frac {(4\pi )^{2}p^{2}q^{2}dpV^{2}}{ch^{6}}}\right)={\frac {2\pi }{\hbar }}g^{2}|M_{fi}|^{2}{\frac {(4\pi )^{2}p^{2}q^{2}dp}{ch^{6}}}}
Eftersom vi är intresserade av hur sambandet mellan {\displaystyle \lambda }, {\displaystyle p} och {\displaystyle q} ser ut, kan vi inför en konstant {\displaystyle C} som klumpar ihop alla faktorer som inte är beroende av rörelsemängderna. Då fås det något mer överblickbara sambandet {\displaystyle d\lambda =Cp^{2}q^{2}dp}. Antalet elektroner {\displaystyle N(p)} med rörelsemängd mellan {\displaystyle p} och {\displaystyle p+dp} blir då {\displaystyle N(p)dp=d\lambda =Cp^{2}q^{2}dp}. Eftersom dotterkärnan efter ett betasönderfall bär på en försumbar andel av den frigjorda kärnenergin, gäller att
{\displaystyle q={\frac {Q-T_{e}}{c}}={\frac {Q-\left({\sqrt {p^{2}c^{2}+m_{e}^{2}c^{4}}}-m_{e}c^{2}\right)}{c}}}
{\displaystyle N(p)={\frac {C}{c^{2}}}p^{2}(Q-T_{e})^{2}={\frac {C}{c^{2}}}p^{2}\left(Q-{\sqrt {p^{2}c^{2}+m_{e}^{2}c^{4}}}+m_{e}c^{2}\right)^{2}}
Denna funktion uppfyller kravet att {\displaystyle N(0)=0} och {\displaystyle N(p_{\text{max}})=0}. Funktionens utseende kan jämföras med empiriska data. Förbättringar kan göras med hjälp av Fermifunktionen {\displaystyle F(Z_{n},p)}, som tar hänsyn till Coulombkraften från dotterkärnan, och genom att ta hänsyn till matriselementet {\displaystyle V_{fi}}, som i ovanstående beräkningar har antagits vara oberoende av {\displaystyle p}. Genom att ta hänsyn till alla dessa faktorer fås ett mer allmänt samband:
{\displaystyle N(p)\propto p^{2}(Q-T_{e})^{2}F(Z_{n},p)|M_{fi}|^{2}S(p,q)}
Sönderfallskonstanten {\displaystyle \lambda } kan beräknas genom integrering av {\displaystyle d\lambda } över alla möjliga {\displaystyle p}.
{\displaystyle \lambda ={\frac {g^{2}|M_{fi}|^{2}}{2\pi ^{3}\hbar ^{7}c^{3}}}\int \limits _{0}^{p_{\text{max}}}p^{2}(Q-T_{e})^{2}F(Z_{n},p)dp}

### Betastrålning
Betasönderfall ger upphov till betastrålning, som är en typ av joniserande strålning och består av antingen e- eller e+. Betapartiklarna har betydligt mindre massa än alfapartiklarna, och penetrerar därför djupare i olika material. De är dock, i likhet med alfapartiklarna, elektriskt laddade och interagerar därför genom Coulombkrafter. Deras energi, rörelsemängd och hastighet kan därför enkelt påverkas genom elektriska fält, till skillnad från gammastrålning.
Till skillnad från alfapartiklar sprids betapartiklarna i hög utsträckning vid interaktion med elektronerna i ett material, eftersom betapartikelns massa är densamma som elektronens. Elektronerna följer därför oregelbundna banor. Betapartiklarna kan snabbt ändra riktning eller förlora en stor del av sin energi, vilket ger upphov till röntgenstrålning i form av bromsstrålning. Betapartiklarna förlorar därför sin energi på två olika sätt; antingen genom kollisioner med materialets elektroner eller genom att utsända röntgenstrålning. Hur snabbt betapartiklarna bromsas beror på deras energi och materialets egenskaper, till exempel atomnumret.

## Tillämpningar och risker
Betapartiklar med en energi på 2 MeV har en räckvidd på ungefär en centimeter i vävnad och tio meter i luft. Betastrålning kan enkelt skärmas med plåt eller glasrutor, men för gammastrålningen som bildas i samband med betasönderfall behövs det tyngre avskärmning. Huden skyddar normalt den mänskliga kroppen från skador av betastrålning, men i likhet med alfastrålning kan betastrålning orsaka skador om det radioaktiva preparatet förtärs. Betastrålning kan också skada ytliga organ, såsom ögats lins.
I ett kärnkraftverk utsätts arbetarna för betastrålning i princip enbart under arbete inuti locket till reaktorn. Där har neutronerna från kärnklyvningarna aktiverat stålet till olika radioaktiva isotoper som sänder ut betastrålning. Denna går dock att skydda sig enkelt ifrån genom att använda skyddsglasögon och en extra overall eller heltäckande gasmask, eftersom det ibland även finns luftkontamination. Gammastrålningen finns det generellt ingen personlig skyddsutrustning för på kärnkraftverk utan den minimeras genom fasta installationer.
Betasönderfallande preparat används för att erhålla betastrålning, som kan användas för bland annat betaspektroskopi.